# ヤブレガサウラボシ科
ヤブレガサウラボシ科 Dipteridaceae は大葉シダ植物の一群。ヤブレガサウラボシ属 Dipteris とスジヒトツバ属 Cheiropleuria からなるが、後者を独立させる考えもある。

## 特徴
ヤブレガサウラボシ属とスジヒトツバ属では特徴がかなり異なるが、まとめると以下のようになる。地上性のシダ植物で、根茎は長く匍匐する。毛状の鱗片があるか、またはない。管状中心柱、あるいは原生中心柱を持ち、背腹性がある。葉は胞子葉と栄養葉の区別があるものとないものがある。葉柄では基部では1本の維管束となっているものが先端で多数に分かれる。葉身はほぼ単葉だがいくつかの裂片に分かれることが多い。葉脈は網状で、遊離小脈がある。胞子嚢群は点在するものと裏面一面に出るものがある。いずれにせよ包膜はなく、胞子嚢は4細胞列の柄を持ち、球頭状の側糸がある。胞子嚢1個に含まれる胞子は64か128個。

## 分布と種数
いずれもアジアから太平洋地域に分布し、計10種ほどがある。ヤブレガサウラボシ属は約8種がアジアからオーストラリアに、スジヒトツバ属はアジアに2種がある。日本には両属各1種ずつがある。

## 分類と系統
それぞれ単独で科としたことが多く、現在もそれぞれ独立かとする説がある。かつてはウラボシ科やオシダ科と関連づける説もあったが、現在は否定されている。分子系統の情報からはスジヒトツバ科と同系統になることが示されている。
いずれにせよ、この2属が近縁であることは認められている。もっとも縁が近いのはマニトア科とされる。またこの2科をまとめた系統とウラジロ科が姉妹群をなすことから、これらをまとめてウラジロ目 Gleicheniales とする。
ヤブレガサウラボシ属は上記のように現生種では1属に8種ほどが知られるだけの小さな群である。だが、その歴史は古く、他のシダ類に先駆けて中生代三畳紀後半の地層から化石が出る。この時期からジュラ紀にかけては現在より普遍的に見られ、属種の多様性も高かった。
スジヒトツバ属は1属1種とされてきたが日本など温帯アジアのものがそれ以南に広く分布するものと遺伝的に大きく異なるとして分離された。形態的には単純だが、ヤブレガサウラボシに近縁で、この属の歴史が古いことから、そのような形から長い時間の間に単純な形態を作り上げてきたものと考えられる。

### 下位分類
日本には以下の種がある。
- Dipteris　ヤブレガサウラボシ属
  - D. conjugata　ヤブレガサウラボシ
- Cheiropleuria　スジヒトツバ属
  - C. integrifolia　スジヒトツバ

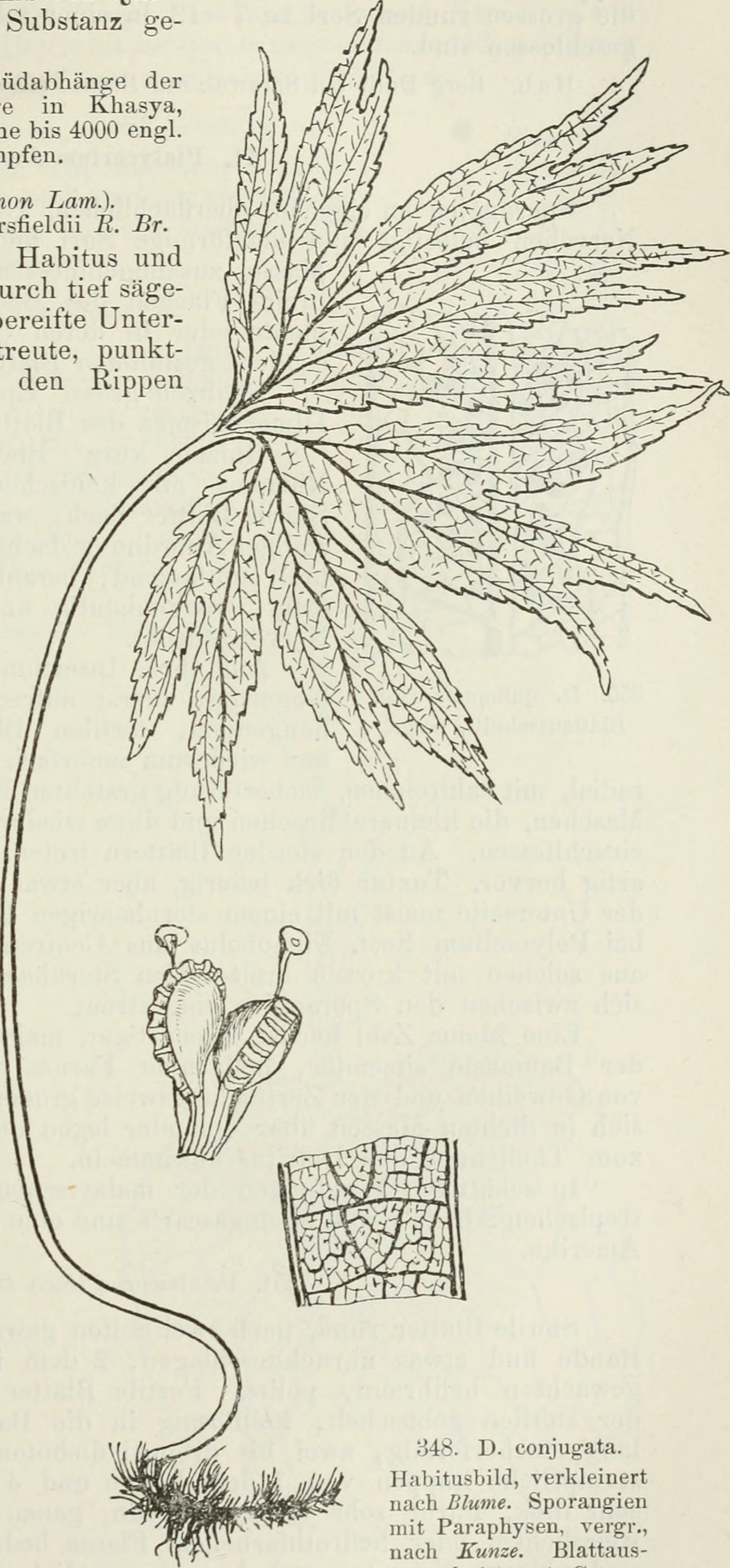
ヤブレガサウラボシ 図版
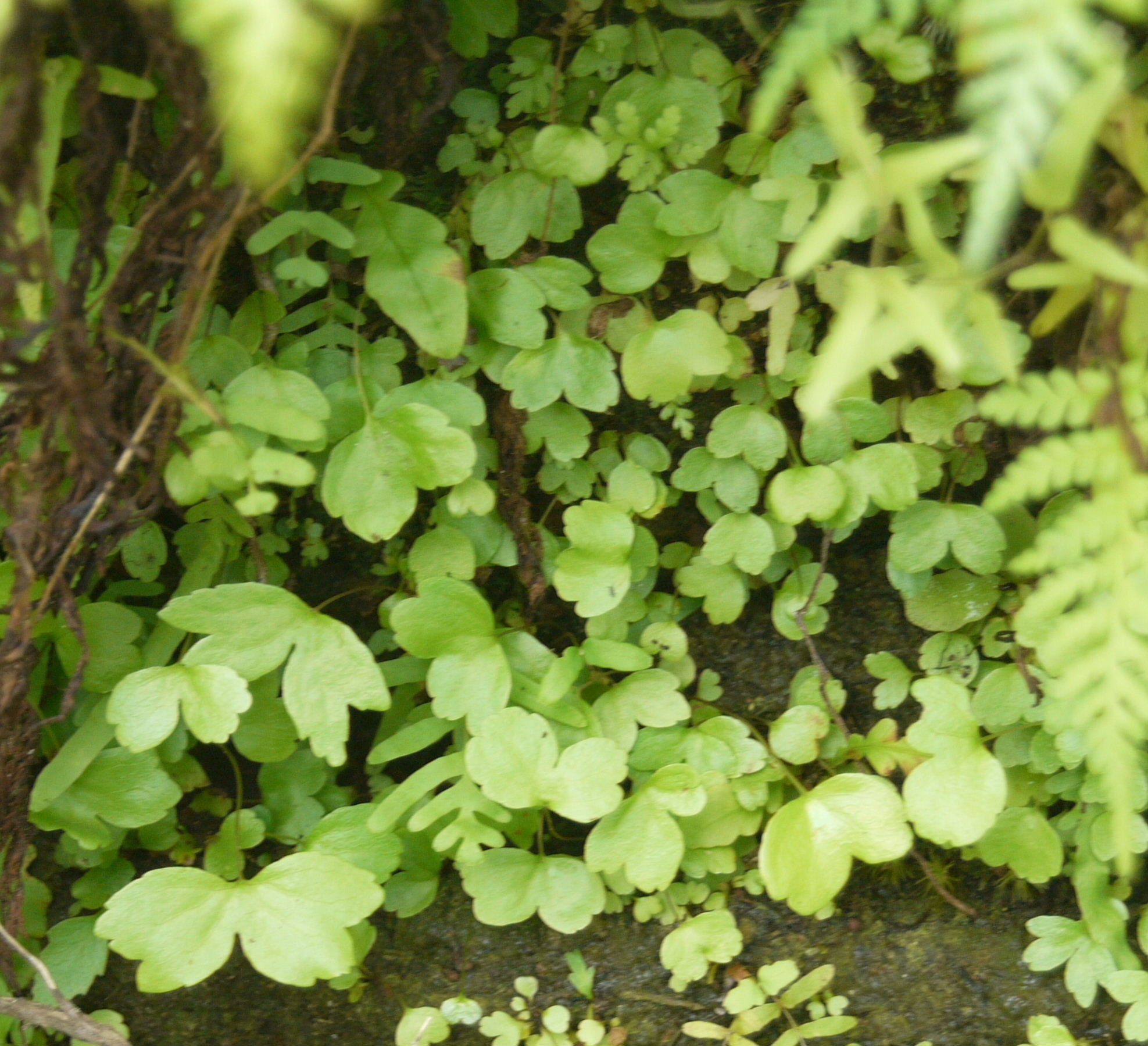
同・幼葉
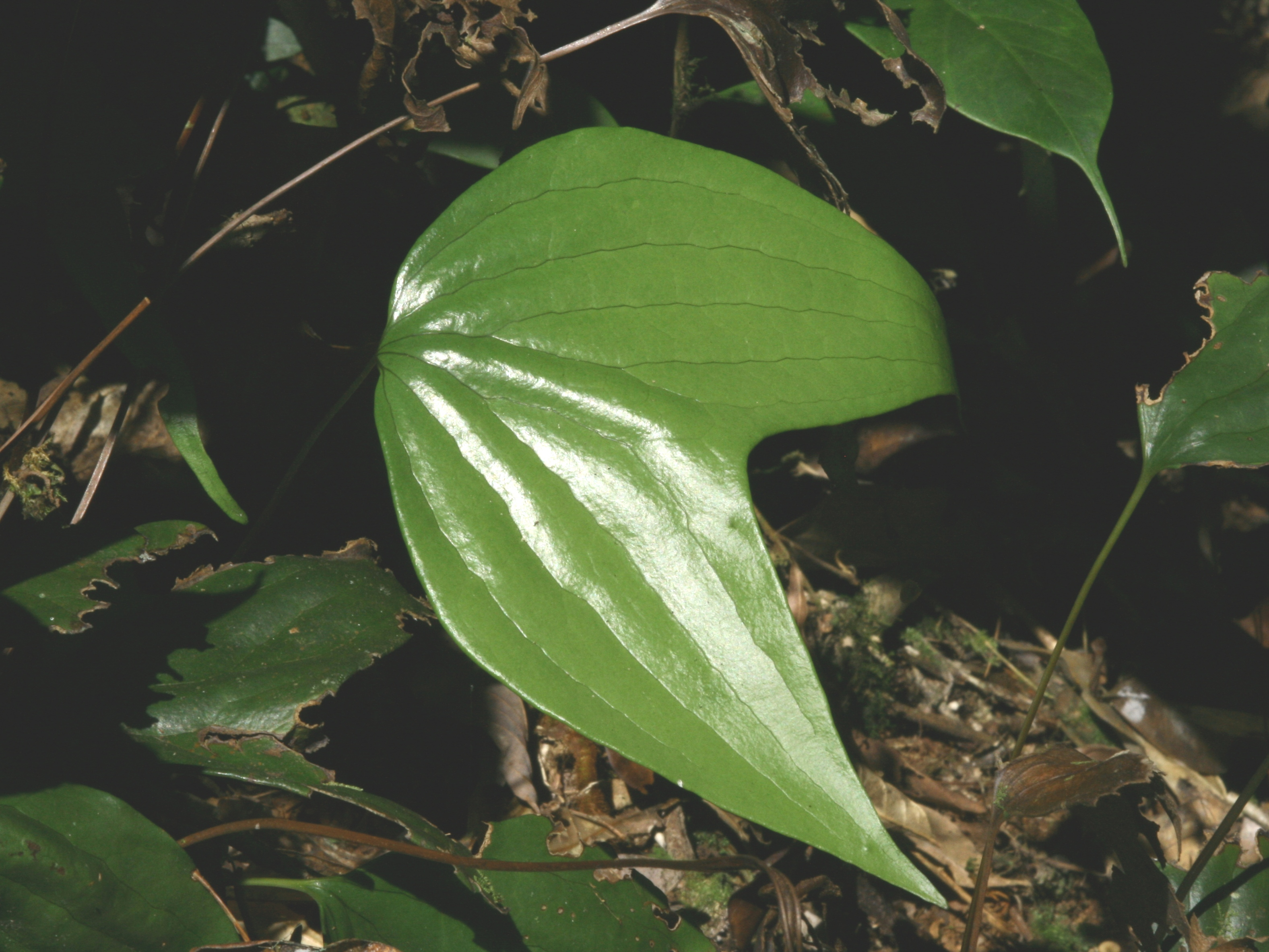
スジヒトツバ属(熱帯産の種)